# Eerste Van Swindenstraat
De Eerste van Swindenstraat is een straat in Amsterdam-Oost, Dapperbuurt.

## Geschiedenis en ligging
De straat, dan nog Van Swindenstraat geheten, kreeg haar naam op 25 juli 1877 waarbij ze werd vernoemd naar de Amsterdamse hoogleraar Jean Henri van Swinden (1746-1823). Ze begon aan de Linnaeusstraat en liep door tot het laaggelegen spoortracé van de Spoorlijn Amsterdam - Zutphen. Met een spoorwegovergang en een luchtbrug voor voetgangers (tevens toegang tot het station Station Amsterdam Muiderpoort kreeg ze later een verbinding met de Javastraat. Midden in het traject van de straat kruist ze de Dapperstraat. 
Op 15 november 1882 kwam de toevoeging “Eerste” want een straat ten zuiden van deze straat kreeg de naam Tweede van Swindenstraat. Door een misverstand kreeg die straat “van” zonder hoofdletter.` Die naamgeving gebeurde onder protest, een aantal raadsleden vond Van Swinden niet zo belangrijk dat er twee straten naar hem werden genoemd, maar de gemeente ging er toch mee verder. Er kwam in hetzelfde overleg een Derde van Swindenstraat ter sprake, want een straat vernoemen naar hoogleraar Hendrik Constantijn Cras vond de gemeenteraad ook een stap te ver. Er werd gekscherend geopperd dan ook maar de Wijttenbachstraat te herdopen tot Vierde van Swindenstraat. De Derde van Swindenstraat zou alleen in naam op de tekentafels bestaan, ze kreeg de naam Pieter Nieuwlandstraat (naar Pieter Nieuwland) en de Wijttenbachstraat behield zijn naam.
In 1891 volgde nog de Van Swindendwarsstraat, Die heeft geen verbinding met de Eerste Van Swindenstraat; het is een dwarsstraat van de Tweede van Swindenstraat.
Van 1936 tot 1975 was in de straat met enige onderbreking van de Tweede Wereldoorlog het Van Swinden Theater gevestigd.
In 1937 werd de spoorwegovergang naar de Javastraat vervangen in het kader van de Spoorwegwerken Oost, men wilde van de gelijkvloerse kruising af. Er kwam de Van Swindenspoorbrug. Bij die werken verhuisde het Station Amsterdam Muiderpoort van ten zuiden van de Eerste Van Swindenstraat naar ten zuiden van de Wijttenbachstraat.
De Eerste Van Swindenstraat vormt samen met de Mauritskade-Zeeburgerdijk en die Wijttenbachstraat de belangrijkste verkeersaders van oost naar west. Voor deze drie routes zijn dan ook de spoorviaducten gemaakt om ze verbinding te kunnen houden/krijgen met de Indische Buurt.

### Openbaar vervoer
In 1904 verschenen de eerste trams in de straat, toen lijn 10 vanaf het Oosterpark via de Eerste Van Swindenstraat werden verlengd naar het oude Muiderpoortstation bij de Pontanusstraat, de trams reden een keerlus,  via Dapperplein, Tweede van Swindenstraat en Pontanusstraat met standplaats met inhaal mogelijkheid in de Eerste Van Swindenstraat. In 1906 volgde lijn 11 en van 1918-1939 reed ook lijn 19 (in 1922 vernummerd in lijn 6) door de straat. Van 1940-1942 reden de lijnen 3 en 14 door de straat, en van 1945 tot 1948 was dit lijn 26. De verplaatsing van Station Muiderpoort en de komst van een keermogelijkheid voor extra trams voor stadionvervoer op lijn 9 was er debet aan dat een tram hier niet meer noodzakelijk was. Daarna werd de straat tramloos en de sporen werden in de jaren 1950 opgebroken.

### Overvallen
Op 17 januari 1956 vond er een overval plaats in een afbetalingszaak in radio’s, fietsen, wit- en bruingoed en textiel). Er werd 450 gulden buitgemaakt, om vluchten mogelijk te maken moesten de winkelbediendes zich ontkleden. In ondergoed konden ze via buren toch de politie waarschuwen. Fotograaf Daan Noske werd eropaf gestuurd. Een maand later werd na een andere overal de draaideurcrimineel Karel. Joh. M., een gevaarlijke gangster en psychopaat genoemd, gearresteerd, die vlot bekende en veroordeeld werd tot zes jaar gevangenis. In 1973 was het opnieuw raak, op straat voor het kantoor van de gemeentegiro werd een beambte bestolen, buit 42.000 gulden. Een herhaling vond plaats in 1979 toen een medewerker van de Spaarbank voor de stad Amsterdamslachtoffer werd van een beroving; buit was 80.000 gulden. In 1985 en 1991 werden juweliers overvallen; in 1992 opnieuw een bank.

## Gebouwen
Rondom 1877 kwam ook de eerste bebouwing aan de straat tot stand binnen de categorie revolutiebouw. Die snelle bouw bleek niet altijd even goed houdbaar. Vanaf de jaren tachtig van de 20e eeuw  werden stukken van de originele bebouwing gesloopt omdat de woningen niet meer voldeden en niet rendabel aangepast konden worden.
Het opvallendste gebouw in de omgeving was de Muiderkerk, gebouwd in 1892. De hoofdingang is weliswaar aan de Linnaeusstraat, maar het gebouw stond met grote zijgevels tussen de beginpunten van de Eerste en Tweede Van Swindenstraat in. Het kerkgebouw brandde in 1989 af, alleen de toren bleef staan, bleef gemeentelijk monument. In 1997 kwam er aansluitend een nieuw gebouw achter. Verder zijn er aan de Eerste Van Swindenstraat noch gemeentelijke noch rijksmonument en benoemd. Er zijn wel vier opvallende gebouwen:
- Eerste Van Swindenstraat 42, voormalige bewaarplaats
- Eerste Van Swindenstraat 74-76, voormalige bioscoop
- Eerste Van Swindenstraat 94-142.
- Eerste Van Swindenstraat 511-581, voormalig schoolgebouw

### Eerste Van Swindenstraat 94-142
Een opvallend groot bouwblok is ontworpen door Hendrik van Buuren. Het is een zestig percelen grote rij op het oog eenvormige woonhuizen. Het begint aan de Eerste Van Swindenstraat huisnummer 94 oplopend tot 142 vervolgens de hoek om met Pontanusstraat 228-230 en nogmaals de hoek om Tweede van Swindenstraat 125-63 uit 1892. De bouwsels staan niet zoals gebruikelijk in een recht hoek, de hoeken zijn aangepast aan de voor de deur liggende bocht in de spoorbaan op dijk (Pontanusstraat) . Opdrachtgever was de "Bouwmaatschappij tot verkrijging van eigen woningen", die op 22 augustus 1891 een openbare aanbesteding uitschreef voor 240 woningen.

### Eerste Van Swindenstraat 511-581
Op 1 februari 1886 was de aanbesteding voor dit schoolgebouw van circa 50 bij 21 meter (Q-school), dat in de loop der jarenlang namen droeg als Commelinschool, Wagenaarschool en Dapperschool. Het ontwerp kwam vermoedelijk van stadsarchitect Bastiaan de Greef van de Publieke Werken. In maart/april 1886 werden op de noordelijke hoek met de Pontanusstraat de proefpalen geslagen voor een dubbel schoolgebouw. In juli was men zover dat een hoofdonderwijzer werd aangesteld. In december was het casco af en kon men beginnen met de afbouw. In 1949 werd er een gedenksteen ter nagedachtenis van Joodse leerlingen geplaatst, onbekend is of die nog aanwezig is. Tijdens de bezetting door Nazi-Duitsland was er tussen september 1941 tot eind juni 1943 de Joodse School 6 gevestigd. In 2022 zijn er horeca-etablissementen gevestigd.

## Afbeeldingen

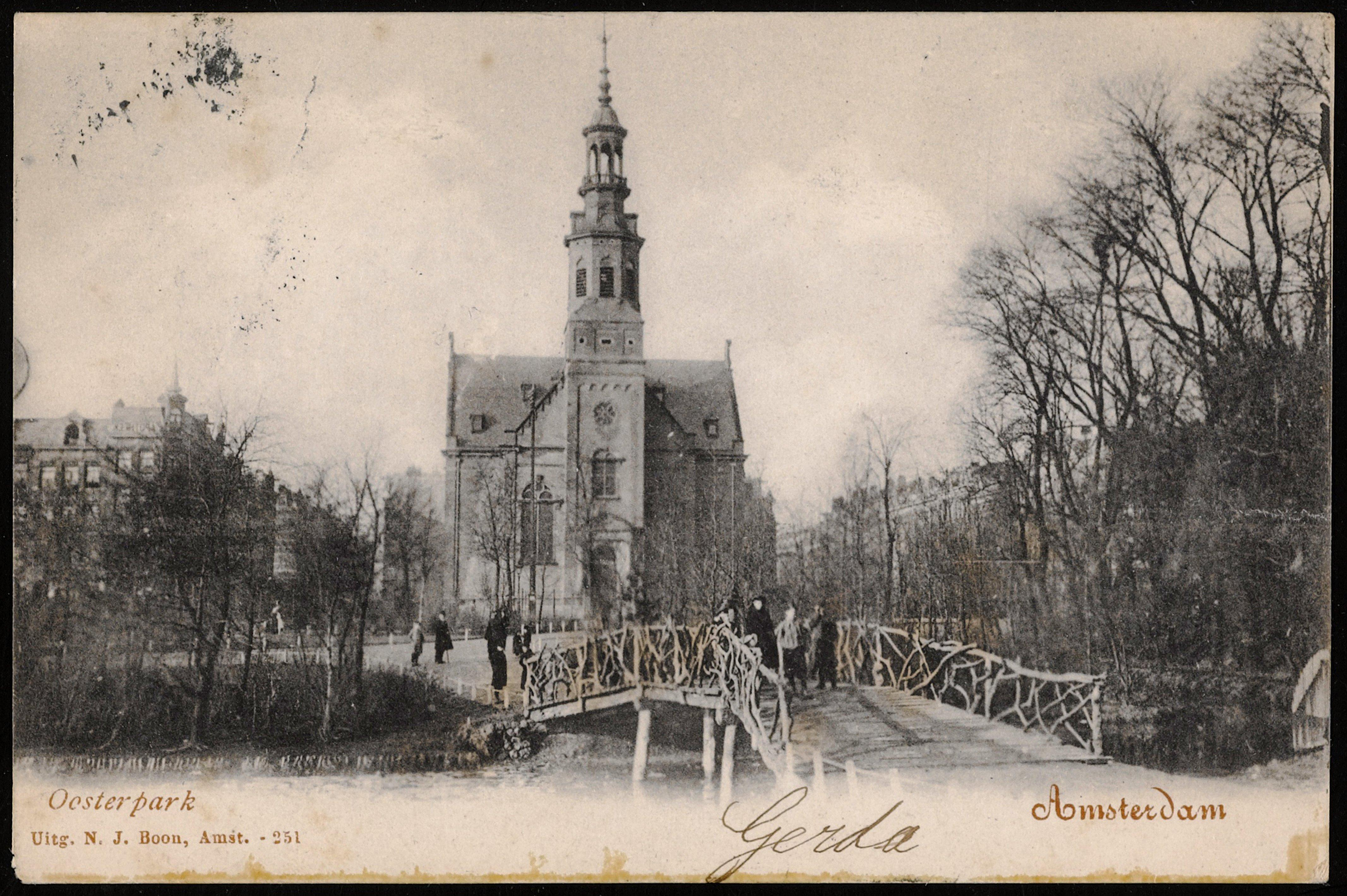
Muiderkerk met links Eerste en rechts Tweede Van Swindenstraat (circa 1902)
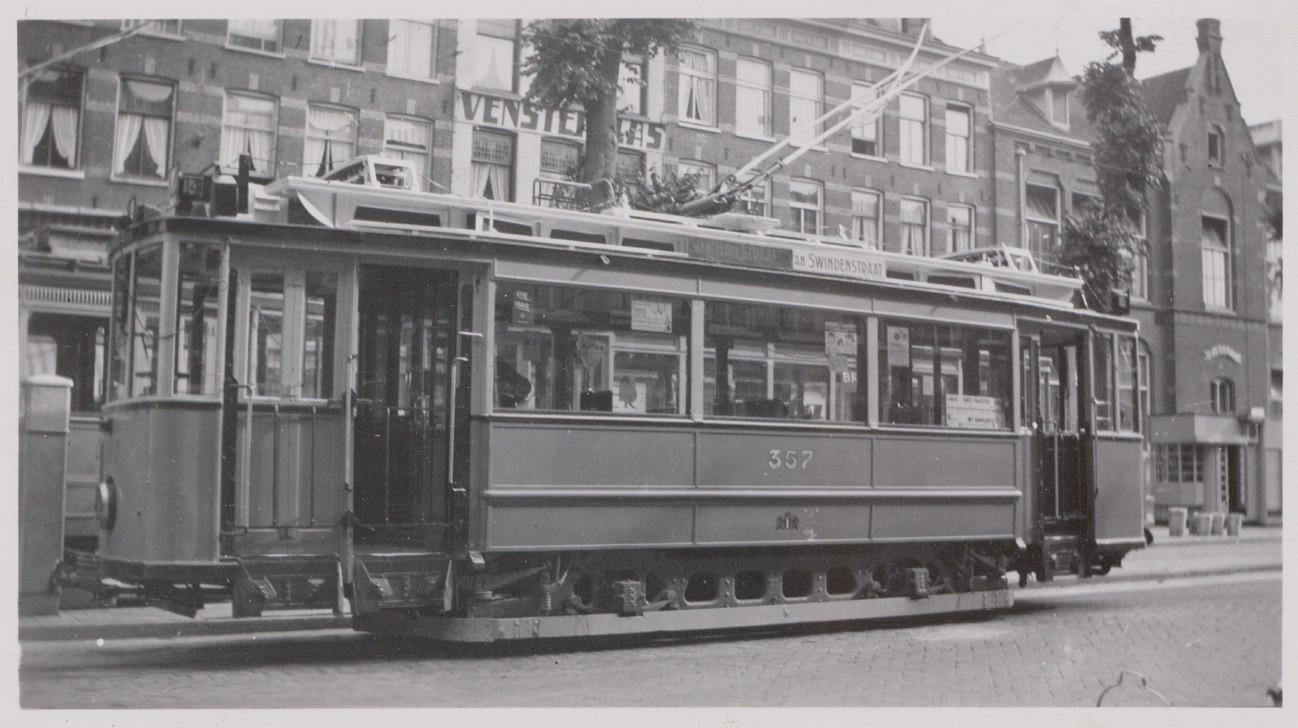
Tram in de straat; rechts de school (1940-1942)
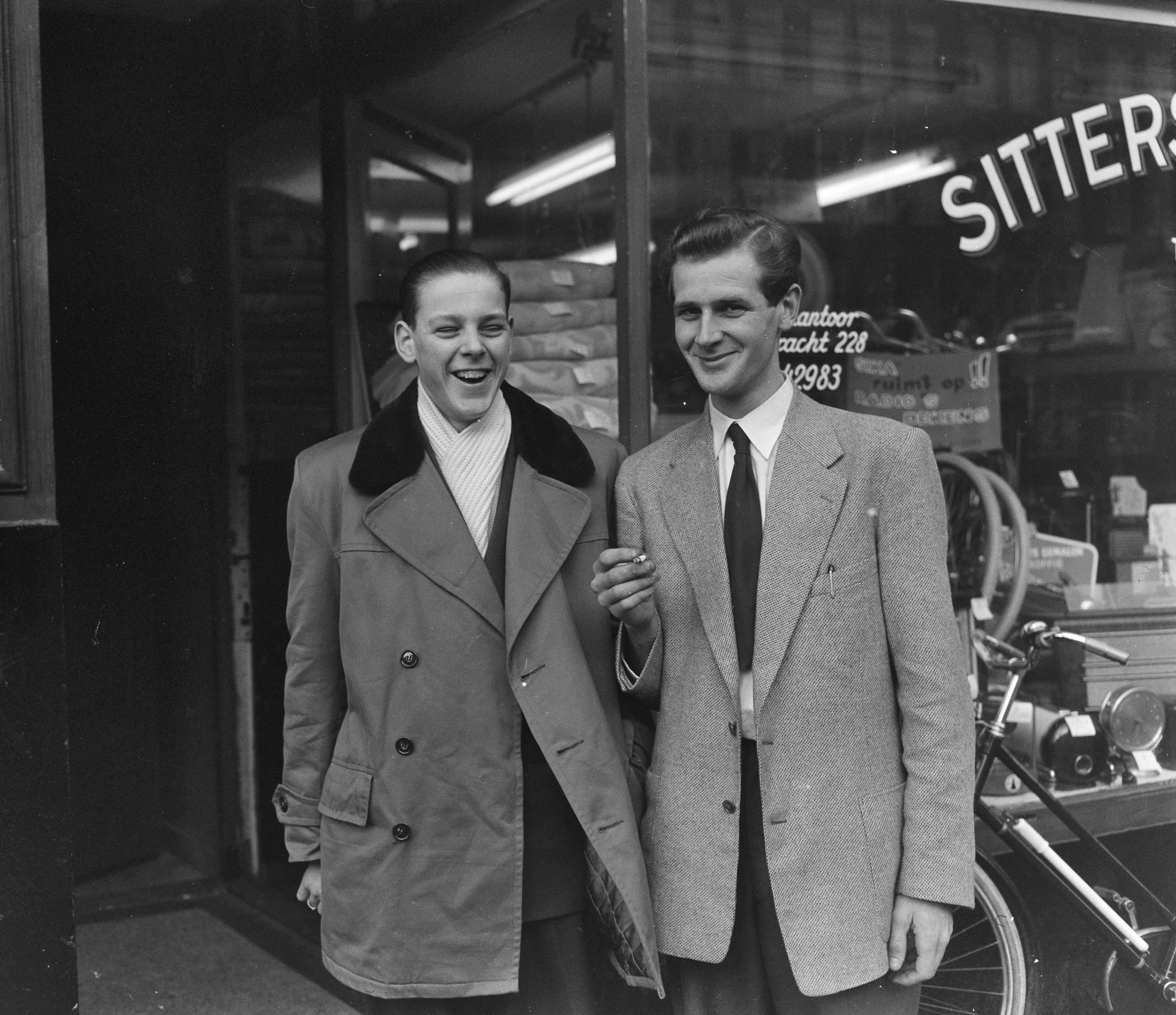
Roofoverval 1956
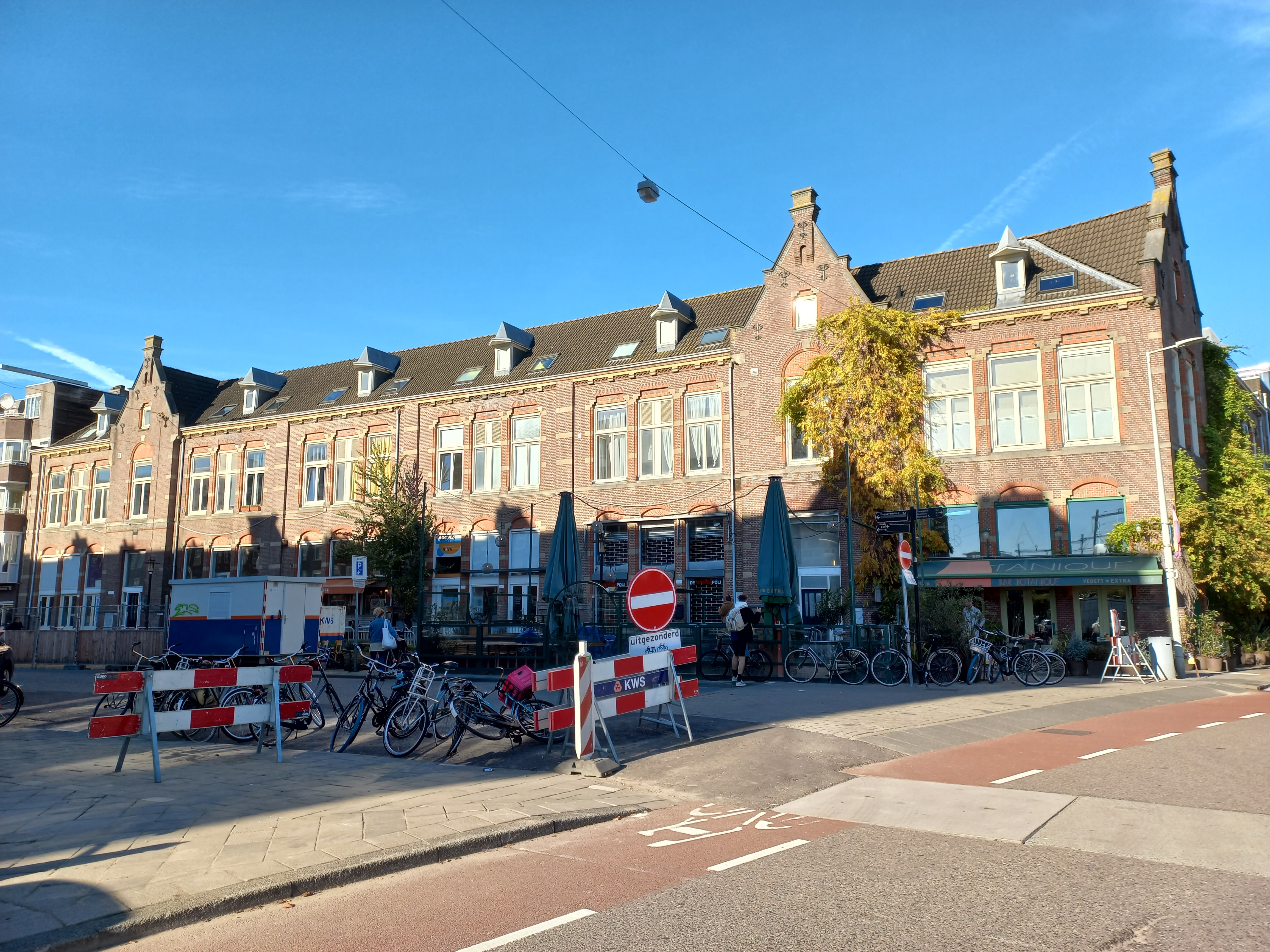
Voormalige school op 511 (november 2022)
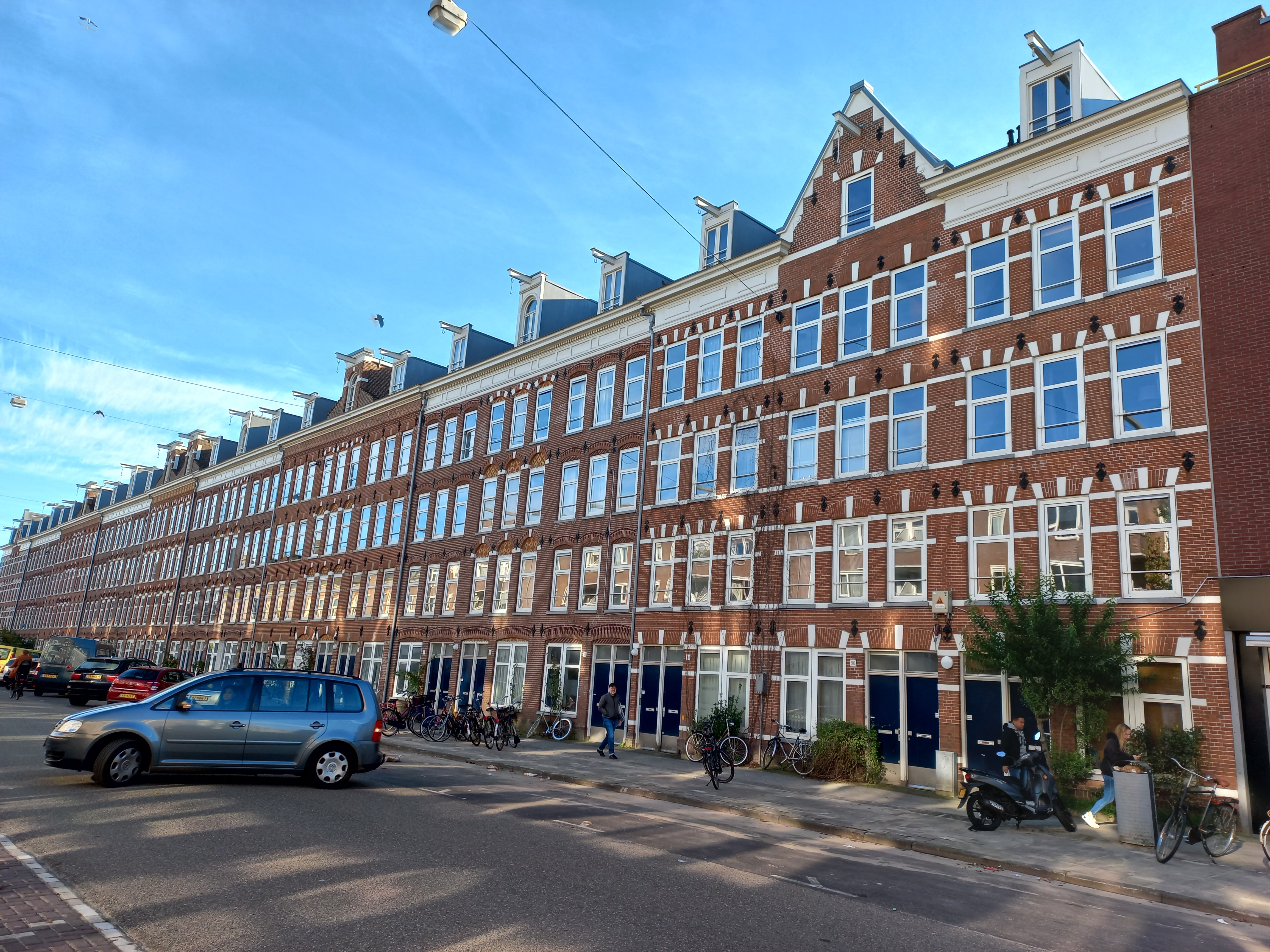
Bouwblok van Hendrik van Buuren